# Acrocephalus
Acrocephalus är ett medelstort släkte inom familjen rörsångare (Acrocephalidae), tidigare placerat i familjen sångare (Sylviidae), vars arter oftast återfinns i vassar i närhet av sankmark eller andra vatten och fuktiga biotoper.
Merparten av Acrocephalus-sångarna är bruna- eller beigefärgade och ofta ljusare på undersidan. Acrocephalus-sångare trivs i närhet av träsk, vassar och andra fuktiga områden. Deras sång är ofta ganska rörig och komplex, med lågmälda rabblande partier uppblandat med höga visslande toner. Sången är distinkt mellan arterna men det krävs ofta erfarenhet för att säkert artbestämma utifrån sången. Flera av arterna, som till exempel kärrsångaren, härmar andra fåglars läten.
Arterna i släktet har en vid utbredning i Europa, Afrika, Asien och Australien. De har dessutom haft en förmåga att kolonisera avlägsna öar i Indiska oceanen och Stilla havet, ända bort till Hawaiiöarna. På de isolerade öarna har nya endemiska arter bildats. När människan har koloniserat dessa öar och medfört främmande djurarter har det påverkat den ursprungliga faunan kraftigt. Många arter på dessa öar är idag starkt hotade eller utdöda. Det har även drabbat flera av arterna i Acrocephalus, med hela fem utdöda arter och ytterligare tre akut hotade.

## Arter
Listan nedan med 42 arter följer AviList:
- Sävsångare (Acrocephalus schoenobaenus)
- Svartbrynad rörsångare (Acrocephalus bistrigiceps)
- Streckad rörsångare (Acrocephalus sorghophilus)
- Vattensångare (Acrocephalus paludicola)
- Kaveldunsångare (Acrocephalus melanopogon)
- Fältsångare (Acrocephalus agricola)
- Amursångare (Acrocephalus tangorum)
- Kortvingad rörsångare (Acrocephalus concinens)
- Busksångare (Acrocephalus dumetorum)
- Långnäbbad sångare (Acrocephalus orinus)
- Kärrsångare (Acrocephalus palustris)
- Rörsångare (Acrocephalus scirpaceus)
- Basrasångare (Acrocephalus griseldis)
- Seychellsångare (Acrocephalus sechellensis)
- Madagaskarrörsångare (Acrocephalus newtoni)
- Rodriguessångare (Acrocephalus rodericanus)
- Mindre sumpsångare (Acrocephalus gracilirostris)
- Kapverdesångare (Acrocephalus brevipennis)
- Större sumpsångare (Acrocephalus rufescens)
- Trastsångare (Acrocephalus arundinaceus)
- Kinesisk trastsångare (Acrocephalus orientalis)
- Papyrussångare (Acrocephalus stentoreus)
- Guamsångare (Acrocephalus luscinius) – utdöd
- Saipansångare (Acrocephalus hiwae)
- Australisk rörsångare (Acrocephalus australis)
- Karolinersångare (Acrocephalus syrinx)
- Aguijansångare (Acrocephalus nijoi) – utdöd
- Kiritimatisångare (Acrocephalus aequinoctialis)
- Sydmarquesassångare (Acrocephalus mendanae)
- Pagansångare (Acrocephalus yamashinae) – utdöd
- Naurusångare (Acrocephalus rehsei)
- Hawaiisångare (Acrocephalus familiaris)
- Pitcairnsångare (Acrocephalus vaughani)
- Hendersonsångare (Acrocephalus taiti)
- Rimatarasångare (Acrocephalus rimatarae)
- Cooksångare (Acrocephalus kerearako)
- Läsångare (Acrocephalus musae) – utdöd
- Tahitisångare (Acrocephalus caffer)
- Mooreasångare (Acrocephalus longirostris)
- Nordmarquesassångare (Acrocephalus percernis)
- Mangarevasångare (Acrocephalus astrolabii) – utdöd
- Tuamotusångare (Acrocephalus atyphus)